# Gwendolyn Brooks
Gwendolyn Elizabeth Brooks (Topeka, 7 giugno 1917 – Chicago, 3 dicembre 2000) è stata una poetessa e scrittrice statunitense. È stata la prima afroamericana a vincere il Premio Pulitzer per la poesia nel maggio 1950.

## Biografia
Gwendolyn Brooks nacque a Topeka, in Kansas; i suoi genitori erano Keziah Wims Brooks e David Anderson Brooks: Keziah era un'ex insegnante che aveva lasciato il lavoro in seguito al matrimonio e alla gravidanza, mentre suo padre, il figlio di uno schiavo fuggitivo che combatté nella guerra di secessione americana, aveva rinunciato a frequentare la scuola di medicina ed era diventato un bidello.
Gwendolyn Brooks crebbe a Chicago, dove la sua famiglia si trasferì quando lei aveva sei anni.
La sua famiglia era stabile e premurosa nei suoi confronti, ma la Brooks si scontrò con i pregiudizi razziali sia nel quartiere in cui abitava che a scuola. La prima scuola che frequentò fu la Hyde Park High School, una scuola frequentata soprattutto da bianchi, prima di trasferirsi alla Wendell Phillips Academy High School, frequentata solamente da neri, ed infine in una scuola frequentata sia da bianchi che da neri, la Englewood Technical Prep Academy. Il suo entusiasmo per la lettura e la scrittura era incoraggiato dai suoi genitori. Suo padre le comprò una scrivania e una libreria, mentre sua madre la portò a conoscere i poeti Langston Hughes e James Weldon Johnson, che facevano parte dell'Harlem Renaissance.
La Brooks pubblicò la sua prima poesia in una rivista per bambini quando aveva tredici anni, e a sedici anni aveva già scritto circa settantacinque poesie. A diciassette anni iniziò a spedire i suoi lavori a Lights and Shadows, una rubrica di poesia del Chicago Defender, una rivista afroamericana. Lo stile di tali poesie andava dalle tradizionali ballate e sonetti all'utilizzo dei ritmi del blues in versi liberi, e i suoi personaggi erano spesso ispirati dalla povertà del centro della città. Nello stesso periodo frequentò il Wilson Junior College, dove si laureò nel 1936. Nonostante la pubblicazione di più di settantacinque poesie non riuscì a trovare un posto di lavoro al Chicago Defender, quindi iniziò a una serie di lavori di dattilografia.
Nel 1938 Gwendolyn Brooks sposò Henry Blakely e la coppia ebbe due figli, Henry Jr. (1940) e Nora (1951); nel 1941 prese parte ad un laboratorio di poesia. Un laboratorio particolarmente autorevole venne organizzato da Inez Cunningham Stark. La Stark era una benestante donna bianca con un grande bagaglio culturale, e i partecipanti all'attività erano tutti afroamericani. Il gruppo di lavoro si dimostrò particolarmente efficace nello stimolare Gwendolyn Brooks e la sua poesia iniziò a farsi più seria. Nel 1943 ricevette un premio per la poesia dalla Midwestern Writers' Conference.
La sua prima raccolta di poesie, A Street in Bronzeville, fu pubblicata nel 1945 dalla casa editrice Harper & Row e ricevette un immediato consenso dalla critica. Quell'anno le venne consegnata la prima Guggenheim Fellowship e fu una delle "Due giovani donne dell'anno" nel magazine Madmoiselle. Nel 1950 pubblicò la seconda raccolta, Annie Allen, con la quale vinse il Eunice Tietjens Prize dalla rivista Poetry e il Premio Pulitzer per la poesia, il primo vinto da un'afroamericana.
Nel 1962 John F. Kennedy la invitò a leggere le sue opere nel festival di poesia delle Biblioteca del Congresso, e successivamente Gwendolyn Brooks iniziò a lavorare come insegnante di scrittura creativa. Insegnò al Columbia College Chicago, Northeastern Illinois University, Elmhurst College, Columbia University, Clay College of New York e all'Università del Wisconsin-Madison. Nel 1967 partecipò ad una conferenza di scrittori alla Fisk University dove disse di aver riscoperto la sua negritudine. Questa riscoperta è riflessa nel libro In The Mecca, un lungo poema su una madre alla ricerca del proprio figlio perduto in un quartiere popolare di Chicago. In The Mecca venne nominato per il National Book Award per la poesia.
Nel 1968 divenne poetessa laureata dell'Illinois, e nel 1985 consulente in poesia della Biblioteca del congresso e successivamente poeta laureato degli Stati Uniti. Nel 1998 entrò nella National Women's Hall of Fame. Nel 1994 le venne consegnato dalla National Endowment for the Humanities il Jefferson Lecturer in Humanity, uno dei più alti onori per la letteratura americana e il premio più importante dato dal governo federale. Altri premi che le vennero assegnati furono la Medaglia Robert Frost, lo Shelley Memorial Award e un premio dalla American Academy of Arts and Letters. La Brooks venne premiata più di settantacinque volte con lauree ad honorem da college ed università in tutto il mondo. Nel 1995 venne nominata donna dell'anno dall'Harvard Black Men's Forum. Il 1º maggio 1996 la Brooks ritornò a Topeka, il suo paese natale. Tenne il discorso più importante al Third Annual Kaw Valley Girl Scout Council Women of Distinction Banquet and String of Pearls Auction.
Dopo una breve battaglia contro il cancro, Gwendolyn Brooks morì il 3 dicembre del 2000, ad 83 anni, nella sua casa di Chicago. È stata seppellita al Lincoln Cimitery a Blue Island, in Illinois.
Nel 2002 venne inserita nel 100 Greatest African Americans, un dizionario biografico che raccoglie le cento più importanti personalità afroamericane della storia.
Gwendolyn Brooks ha dichiarato che per creare "grandezza" non bisogna creare un poema epico. La grandezza, spiega la Brooks "puoi trovarla in un piccolo haiku, cinque sillabe, sette sillabe". Un esempio di questa sua filosofia è il famoso poema We Real Cool.

## Intitolazioni
- 1995: Gwendolyn Brooks Elementary School, Aurora, Illinois
- 2000: Gwendolyn Brooks College Preparatory Academy, Chicago, Illinois
- 2001: Gwendolyn Brooks Middle School, Harvey, Illinois
- 2002: Gwendolyn Brooks Middle School, Oak Park, Illinois
- 2003: Gwendolyn Brooks Illinois State Library, Springfield, Illinois

## Opere

### Poesia
- Negro Hero (1945)
- The Mother (1945)
- A Street in Bronzeville (1945)
- Annie Allen (1950)
- Bronzeville Boys and Girls (1956)
- The Bean Eaters (1960)
- Selected Poems (1963)
- We Real Cool Broadside (1966)
- Malcolm X (1968)
- In the Mecca (1968)
- Family Pictures (1970)
- Black Steel: Joe Frazier and Muhammad Ali (1971)
- The World of Gwendolyn Brooks (1971)
- Aloneness (1971)
- Aurora (1972)
- Beckonings (1975)
- Black Love (1981)
- To Disembark (1981)
- The Near-Johannesburg Boy and Other Poems (1986)
- Blacks (1987)
- Winnie (1988)
- Children Coming Home (1991)
- In Montgomery (2000)

### Prosa
- Maud Martha (1953)
- Report from Part One: An Autobiography (1972)
- A Capsule Course in Black Poetry Writing (1975)

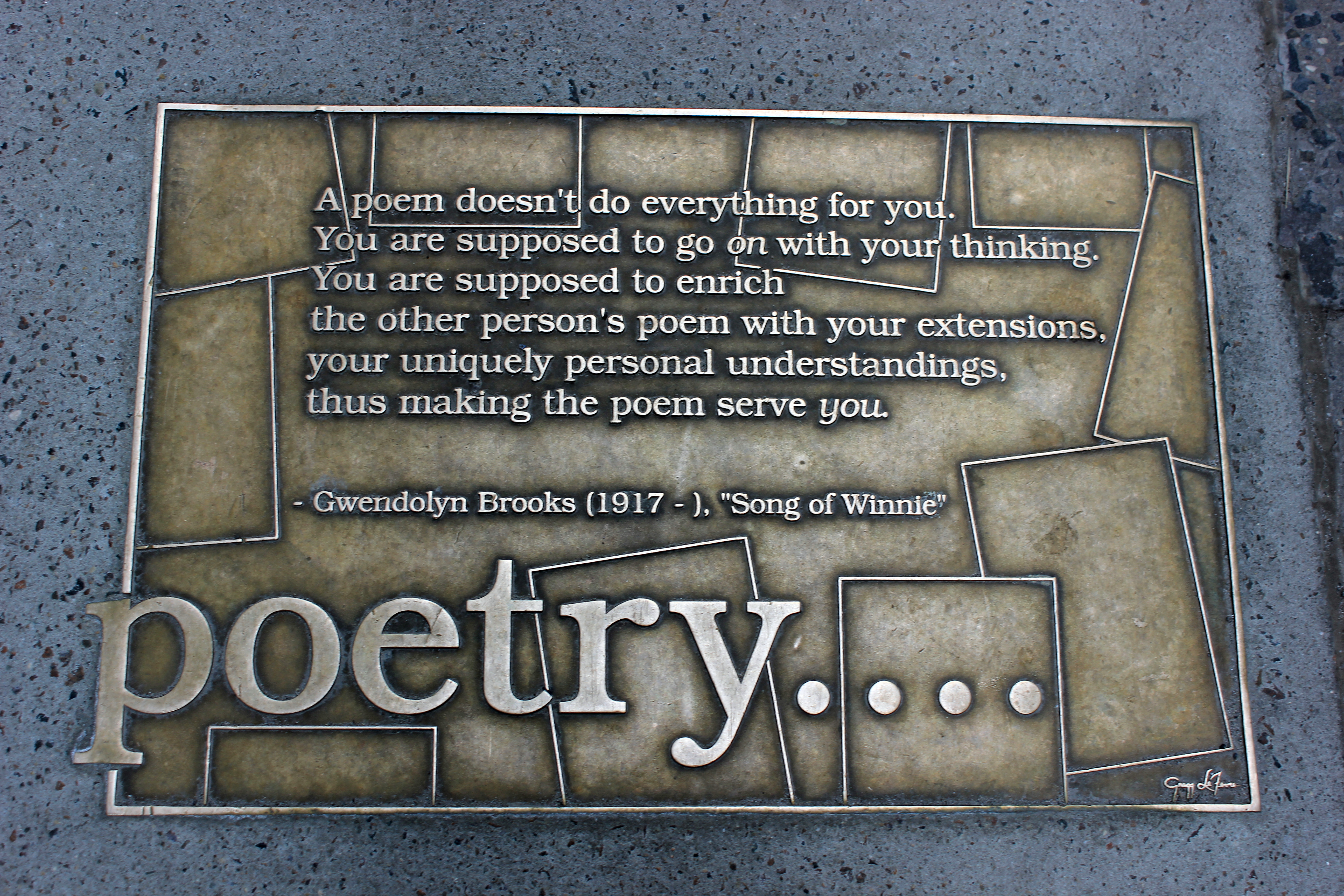

- Primer for Blacks (1981) (Prose)
- Young Poet's Primer (1981) (Prose)
- Very Young Poets (1983) (Prose)